# Black Sturgeon
Black Sturgeon är ett reservat i Kanada.   Det ligger i provinsen Manitoba, i den centrala delen av landet, 2 100 km nordväst om huvudstaden Ottawa. Black Sturgeon ligger vid sjön Chepil Lake.
I omgivningarna runt Black Sturgeon växer i huvudsak barrskog. Trakten runt Black Sturgeon är nära nog obefolkad, med mindre än två invånare per kvadratkilometer.